# Sebei (peuple)
Pour les articles homonymes, voir Sebei.

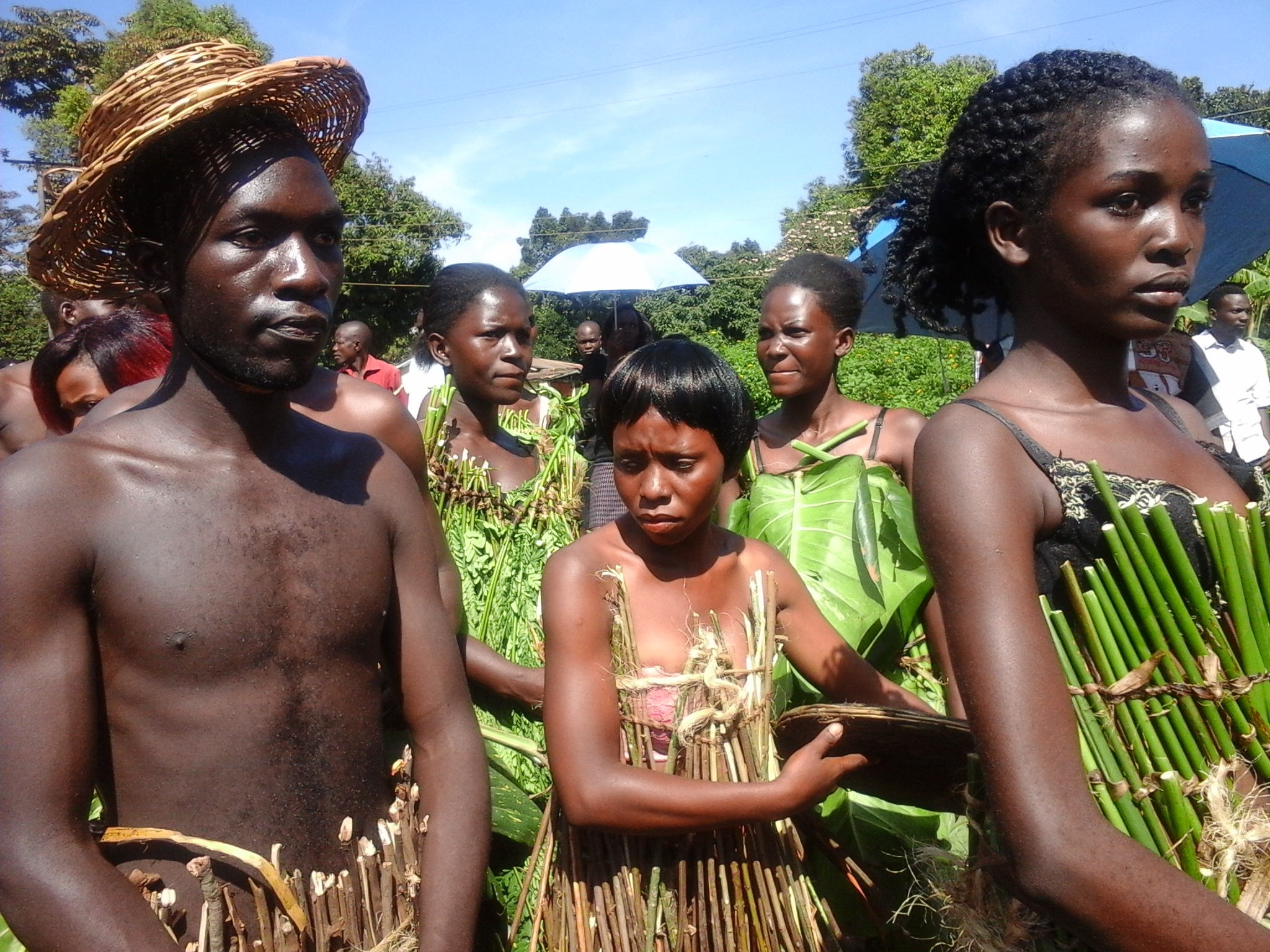
Une cérémonie de mariage cher les Sebei, une population d'Afrique de l'Est établie an Kenya et en Ouganda

Les Sebei sont une population d'Afrique de l'Est établie au Kenya et en Ouganda. Ils font partie du groupe kalenjin.

## Ethnonymie
Selon les sources et le contexte, on observe différentes formes : Kamecak, Kamechak, Sabaot, Sabei, Sapei, Sapiny, Saviny, Sebeis.
Ils s'auto-désignent par le nom de sɑːpɪ́ɲ ou sɑːpɪ́ɲcɛk, au singulier, sɑːpɪ́ɲiːn ou sɑːpɪ́ɲiːntet. Le terme « sapiny » s'applique à trois groupes différents qui sont, en dehors des Sapiny, les Mbay et les Sor.

## Langues
Ils parlent le sapiny (ou sebei), une langue kalenjin dont le nombre de locuteurs était d'environ 181 000 lors du recensement de 2002.